# Torreya californica
Torreya californica är en barrväxtart som beskrevs av John Torrey. Torreya californica ingår i släktet Torreya och familjen idegransväxter. Inga underarter finns listade i Catalogue of Life.
Trädet förekommer naturligt i Kalifornien utefter stillahavskusten och i centrala Sierra Nevada. Försök med inplantering har gjorts i Skåne och enstaka exemplar har här nått en höjd av ungefär fem meter, men förutsättningar för framgångsrik odling saknas.
Torreya californica växer i regioner som ligger 30 till 2500 meter över havet. Arten är ett av de mindre träden i skogarna där den ingår. Den hittas tillsammans med stora barrträd som amerikansk sekvoja, sitkagran och douglasgran. Torreya californica växer även längs vattendrag bredvid lövträd som Cornus nuttallii, amerikansk platan, rödal och arter av lönnsläktet. Nära kusten hittas den oftast i busklandskapet Chaparral på slänter som visar norrut.
Barken är blekt rödbrun eller gråbrun. Trädets krona är konisk och bred vid basen. Skotten är gröna första året, får rödaktiga fläckar andra året och blir rödbruna tredje året. Barren är hålda och långsmala, mörkgröna med en bred ljusgrön kant ovansidan och två smala vitaktiga band på undersidan. Hanblommorna är blekgröna med gula fläckar, äggrunda omkring 3 millimeter i diameter samt placerade vid barrbasen. Frukterna är äggformiga, omkring 4 centimeter långa och får band i matt purpurfärg när de mognar.
Skogsavverkningar under 1800-talet och 1900-talet medförde att hela beståndet minskade med uppskattningsvis 50 procent. Med inrättning av skyddszoner stoppades denna utveckling. Arten behöver däremot lång tid för regenerationen. Tre generationer varar i cirka 150 år. IUCN listar Torreya californica som sårbar (VU).

## Bildgalleri

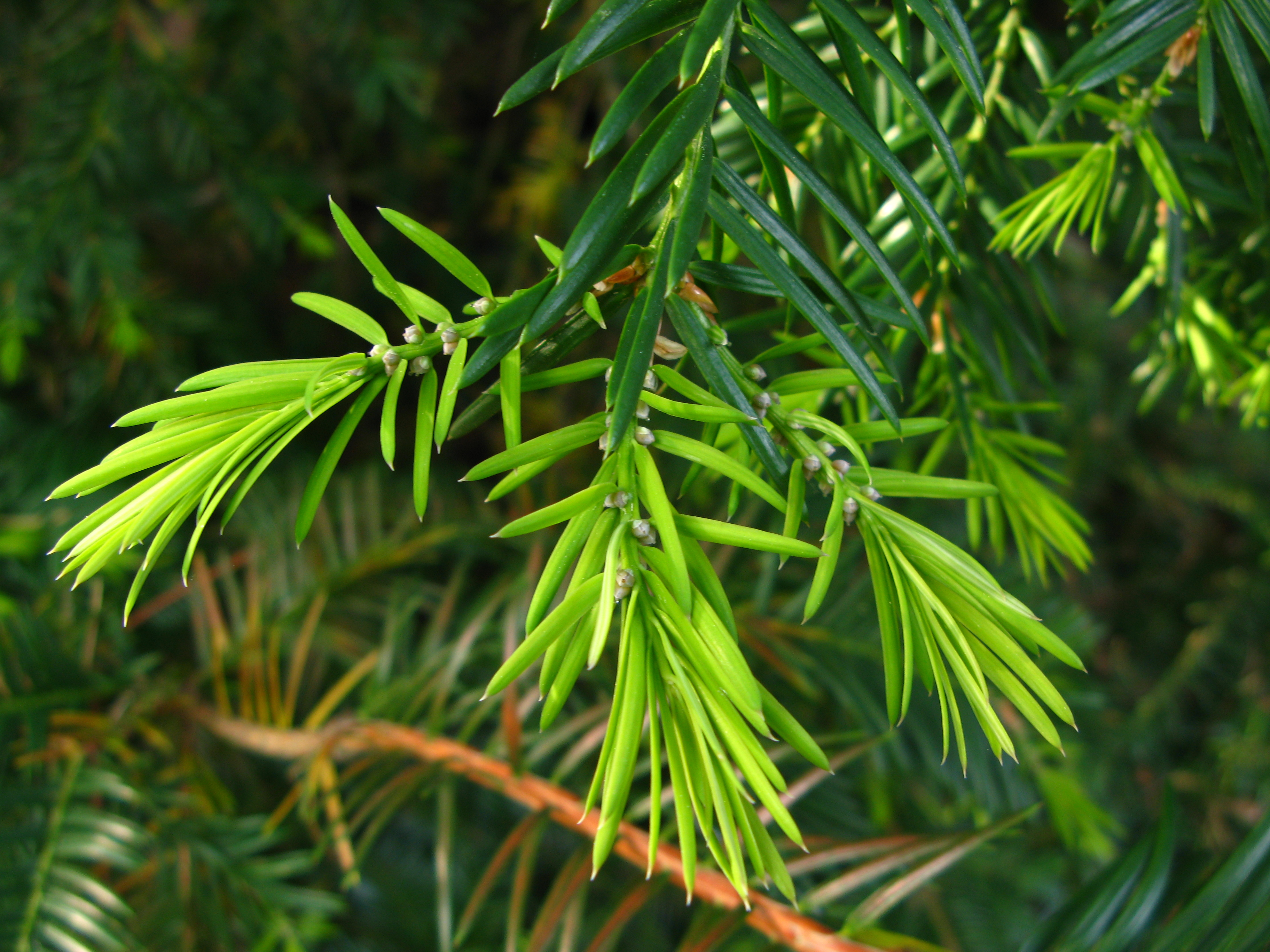
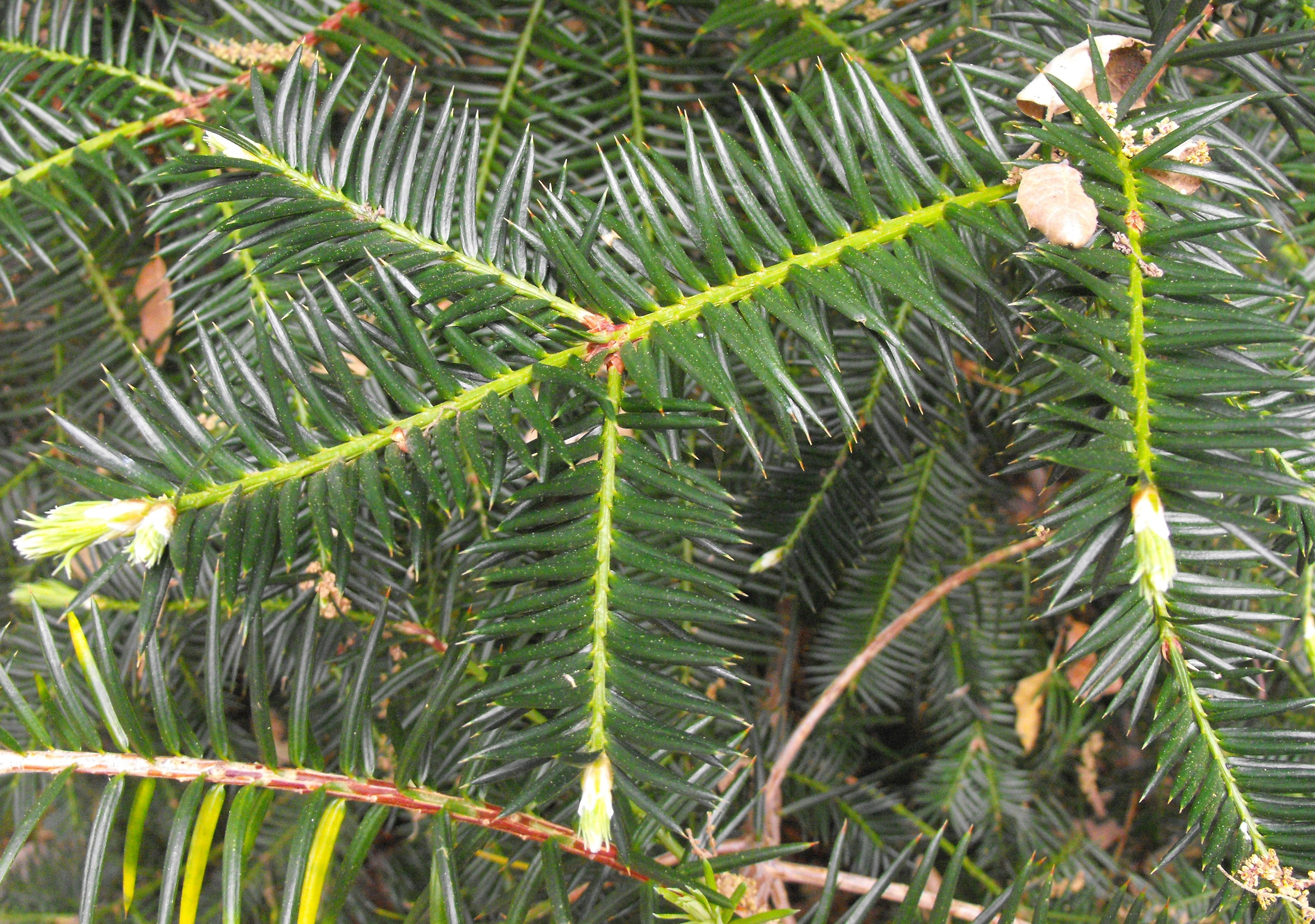